# Jesús Antonio de la Cruz Gallego

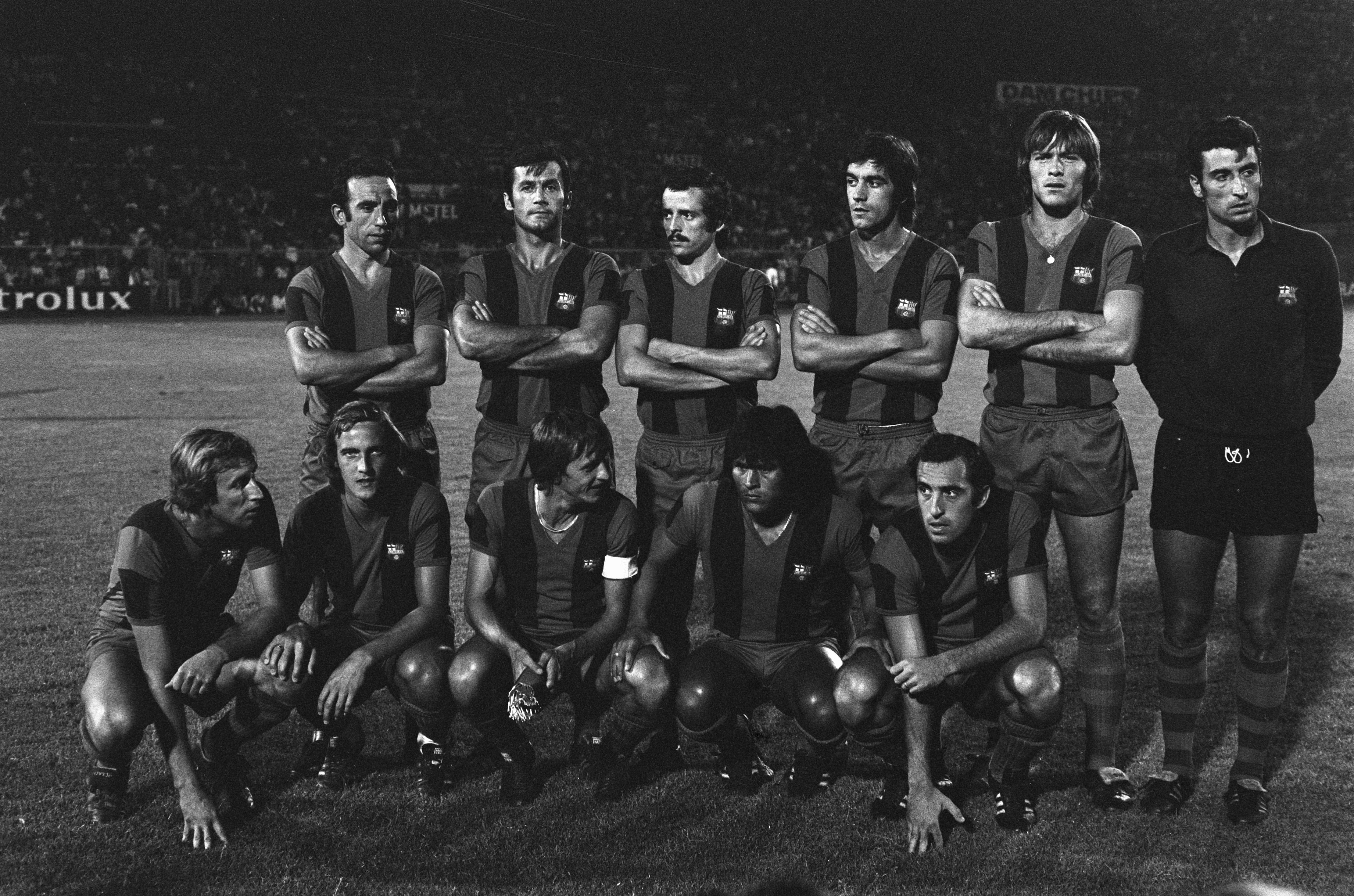
Alineació del FC Barcelona l'any 1975. De la Cruz apareix el tercer per l'esquerra de la fila posterior.

Jesús Antonio de la Cruz Gallego (Lleó, 7 de maig de 1947) va ser un futbolista castellanolleonès dels anys 70 que va destacar com a defensa, especialment al FC Barcelona, club en el qual va ser titular indiscutible durant set temporades, entre 1972 i 1980.
Entre 1972 i 1978 va ser convocat en diverses ocasions per la selecció espanyola, però tan sols hi va jugar sis partits.
Quan es va retirar com a jugador, el 1979, va obtenir el títol d'entrenador. Durant diversos anys va formar part de l'equip tècnic del FC Barcelona, entrenant diversos equips de les categories inferiors. La temporada 2002-2003 va formar part de l'equip tècnic de Louis Van Gaal, en el primer equip del club. Davant de la destitució de Louis Van Gaal, el 28 de gener de 2003, va ser durant uns dies el màxim responsable del primer equip, i l'entrenador en un partit de lliga davant l'Atlètic de Madrid fins que el club va fitxar Radomir Antić per assumir el càrrec d'entrenador.

## Palmarès
- Recopa d'Europa: 1979, amb el FC Barcelona.
- Lliga espanyola de futbol: 1974, amb el FC Barcelona.
- Copa del Rei: 1978, amb el FC Barcelona.